# Infidels
Albums de Bob Dylan
Shot of Love
(1981) Real Live
(1984)
Infidels est un album de Bob Dylan sorti en 1983.

## Historique
Il est produit par Dylan et Mark Knopfler, qui avait déjà joué avec Dylan sur Slow Train Coming.
Il ne reprend pas ouvertement les thèmes religieux des trois albums précédents, mais il le fait parfois de manière plus subtile.
Dylan pensait qu’il ne maîtrisait pas assez bien la technologie pour produire lui-même son album, il proposa à d’autres artistes de le produire. C’est Mark Knopfler, du groupe Dire Straits, qui a été retenu. L’influence de Knopfler se fait clairement sentir tout au long de l’album. Des musiciens chevronnés apparaissent sur l'album, comme Mick Taylor, ex-Rolling Stones, et la section rythmique jamaïcaine de Sly and Robbie.

## Réception
L’album a été disque d’or et #20 aux États-Unis, et #9 au Royaume-Uni. Les chansons Jokerman et Sweetheart Like You ont été bien reçues.

## Titres de l’album
| 1. | Jokerman            | 6:12 |
| 2. | Sweetheart Like You | 4:31 |
| 3. | Neighborhood Bully  | 4:33 |
| 4. | License to Kill     | 3:31 |

| 5. | Man of Peace                   | 6:27 |
| 6. | Union Sundown                  | 5:21 |
| 7. | I and I                        | 5:10 |
| 8. | Don't Fall Apart on Me Tonight | 5:54 |

## Musiciens
- Bob Dylan – guitare, chant, harmonica, claviers
- Sly Dunbar – batterie, percussions
- Robbie Shakespeare – guitare basse
- Mick Taylor – guitare
- Mark Knopfler – guitare
- Alan Clark – claviers
- Clydie King – chant sur Union Sundown